# Mat Gordon
Mat Gordon (Saint Paul, 1º aprile 1983) è un modello canadese, a volte erroneamente accreditato come Matt Gordon.

## Biografia
Nato in Alberta, Canada, Mat Gordon nel 2004 viene scoperto dall'agente di una agenzia di moda durante una festa nella sua città. Gordon comincia a lavorare come modello per una agenzia locale, fino al 2007, anno in cui si trasferisce a New York. Nello stesso anno ottiene un contratto con l'agenzia DNA Model Management.
Nel 2007 firma un contratto con la casa di moda fiorentina Gucci (rinnovato anche nel 2008), che lo rende testimonial delle pubblicità della linea moda autunno/inverno, insieme alla collega Natasha Poly. A giugno apre e chiude le sfilate di Versace e Gucci e nel 2008 diventa il testimonial di Tommy Hilfiger e di Z Zegna. Viene anche fotografato da Karl Lagerfeld, insieme a Claudia Schiffer per la copertina di Numéro Homme.
A giugno sfila per Bottega Veneta, Versace, Roberto Cavalli, e Hermès, e diventa il testimonial del profumo di Paco Rabanne e della linea di H&M. Nel 2008 Forbes ha stimato che Gordon è stato il quinto modello più pagato al mondo, classificandolo al secondo posto l'anno successivo.

## Agenzie
- FM Agency - Londra
- Unique - Danimarca
- DNA Model Management
- Success Models - Parigi
- d'management group - Milano
- IMM Bruxelles